# 科德利埃教堂 (图卢兹)

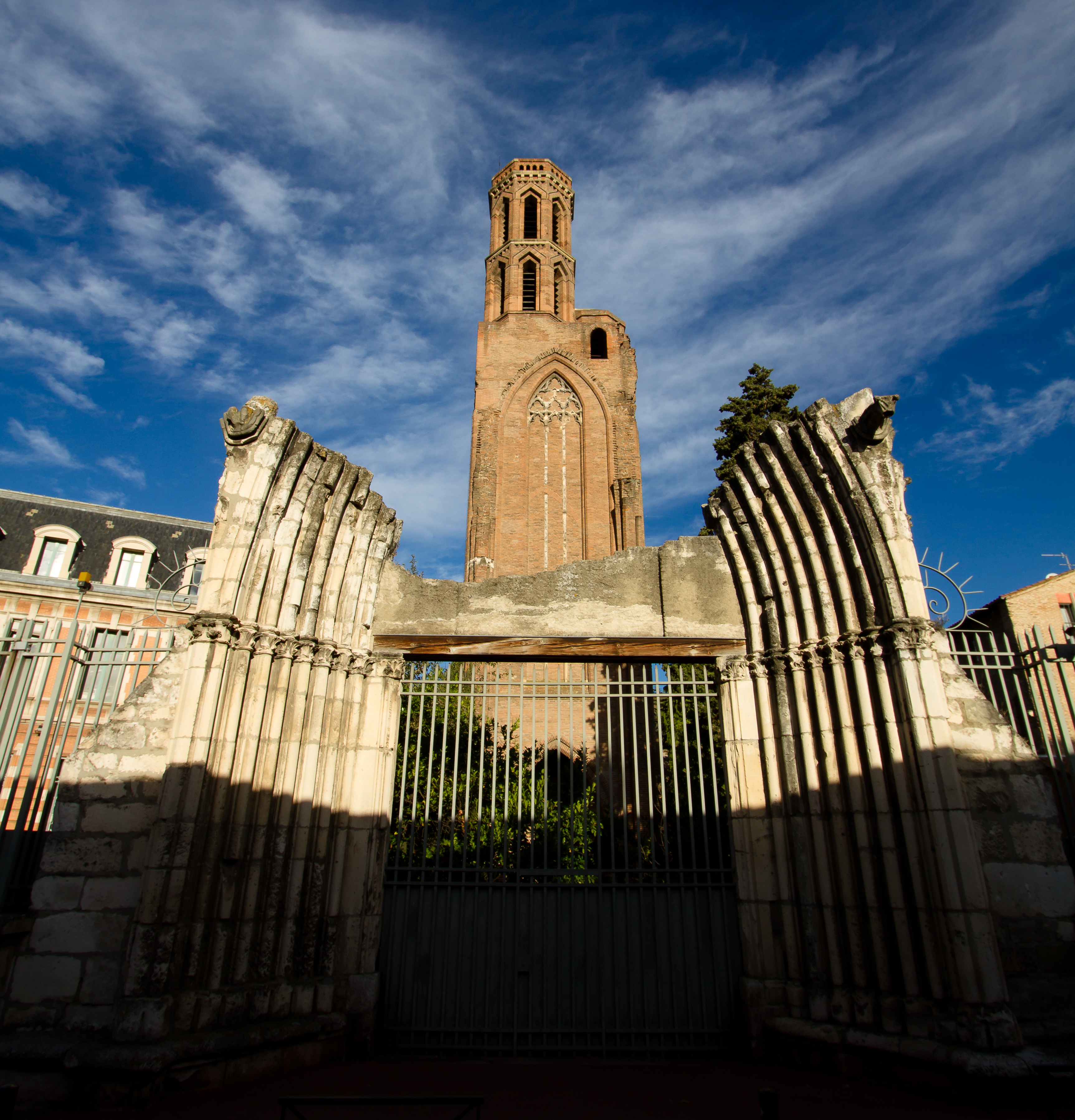

图卢兹科德利埃教堂（Église des Cordeliers de Toulouse）是原图卢兹科德利埃修道院（Couvent des Cordeliers）的教堂，位于法国奥克西塔尼大区 上加龙省 图卢兹。1798年火灾后关闭，然后被军事当局占领，直到1871年，又被一场新的火灾摧毁。自1862年以来，这座教堂的废墟被列为法国历史遗迹 。

## 历史
1222年，方济各会（又称为科德利埃）进入图卢兹。从13世纪到15世纪，修士们在现在的Lois街、College de Foix街、Albert Lautmann街和Deville街之间修建了修道院。他们公开与多明我会的雅各宾教堂竞争。它的拱顶高度仅次于图卢兹最大的教堂圣塞宁圣殿，达到25米。这座教堂供奉圣母玛利亚、圣方济各和圣路易，建于14世纪初。它长86米，宽26米，山墙高30米。立面位于科德利埃街（Rue des Cordeliers，现在的Deville街），是一堵26米宽30米高的砖墙，设有玫瑰窗。
1562年，在宗教战争的动乱中，修道院的建筑被新教徒烧毁。然后重建。1738年10月17日，中殿装饰着壁画的巨大拱顶，部分倒塌，毁坏了巴切利尔和其他人的雕像，也摧毁了管风琴。此后按原样重建。
1794年，修道院作为国家财产出售。钟楼的尖顶被拆除。1818年，这座修道院被军事当局接管，中殿沦为马料场。1871年3月23日至24日晚，稻草和饲料堆着火。火势迅速蔓延，完全摧毁了中殿。1873年，这座建筑的废墟被摧毁。只有钟楼和拱门幸存下来，在福伊克斯学院街（rue du Collège de Foix）可以看到。
教堂的一些残件，收藏在奥古斯丁博物馆（Museum de s Augustins）和杜普伊博物馆（musée Paul-Dupuy）。关于教堂旧影的绘画、照片，收藏在图卢兹老城博物馆（Musée du Vieux Toulouse）。

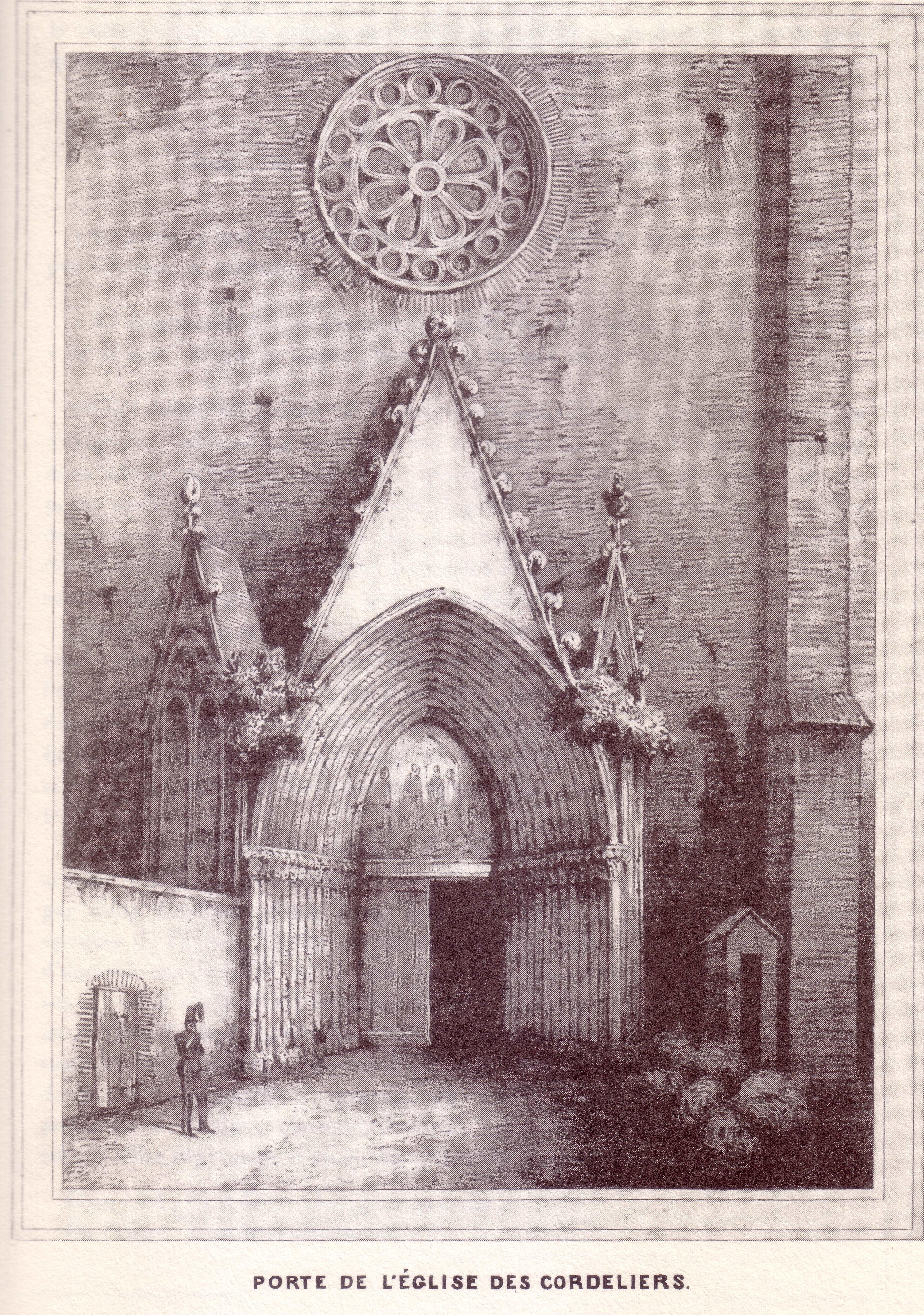
1840
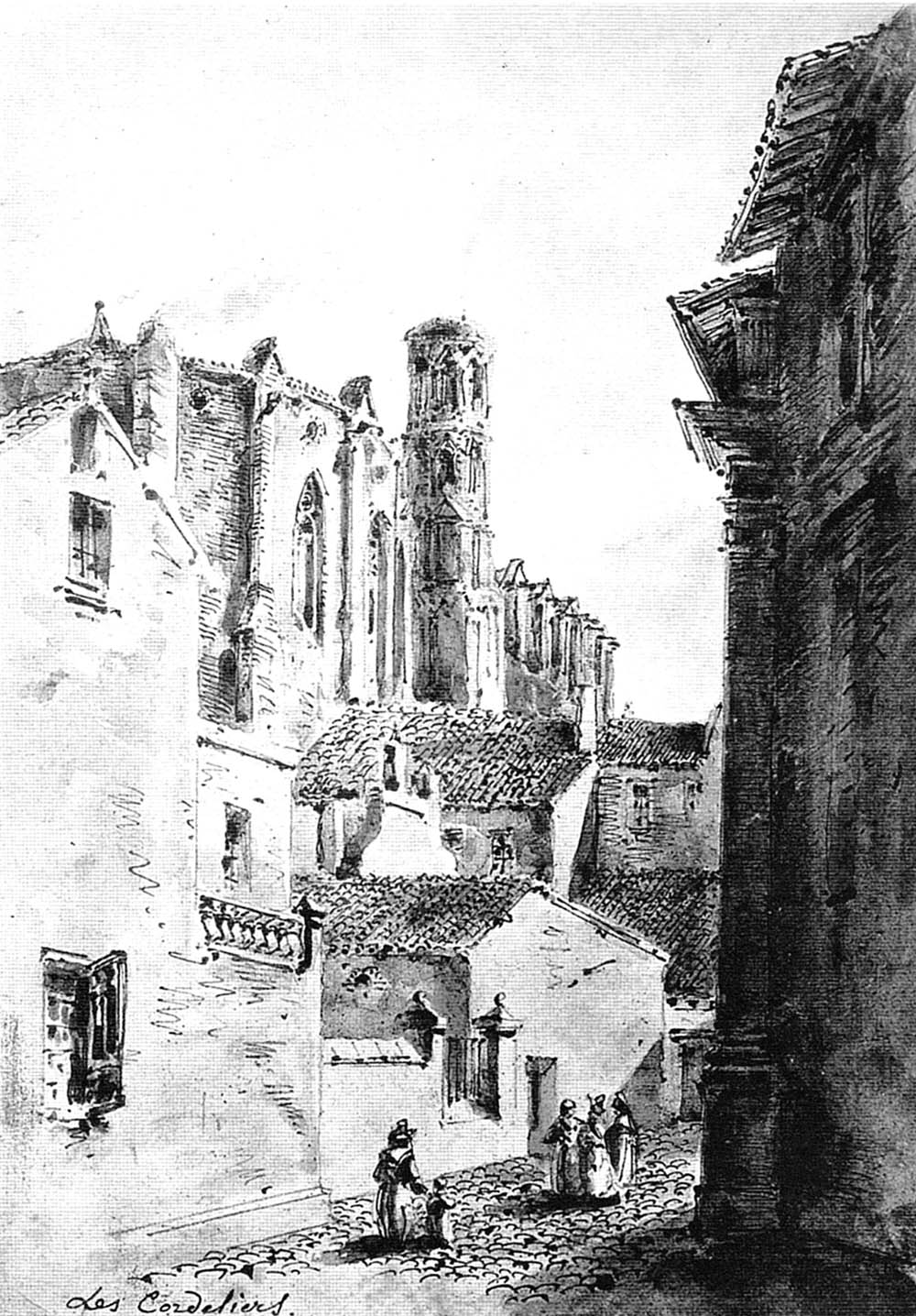
1860
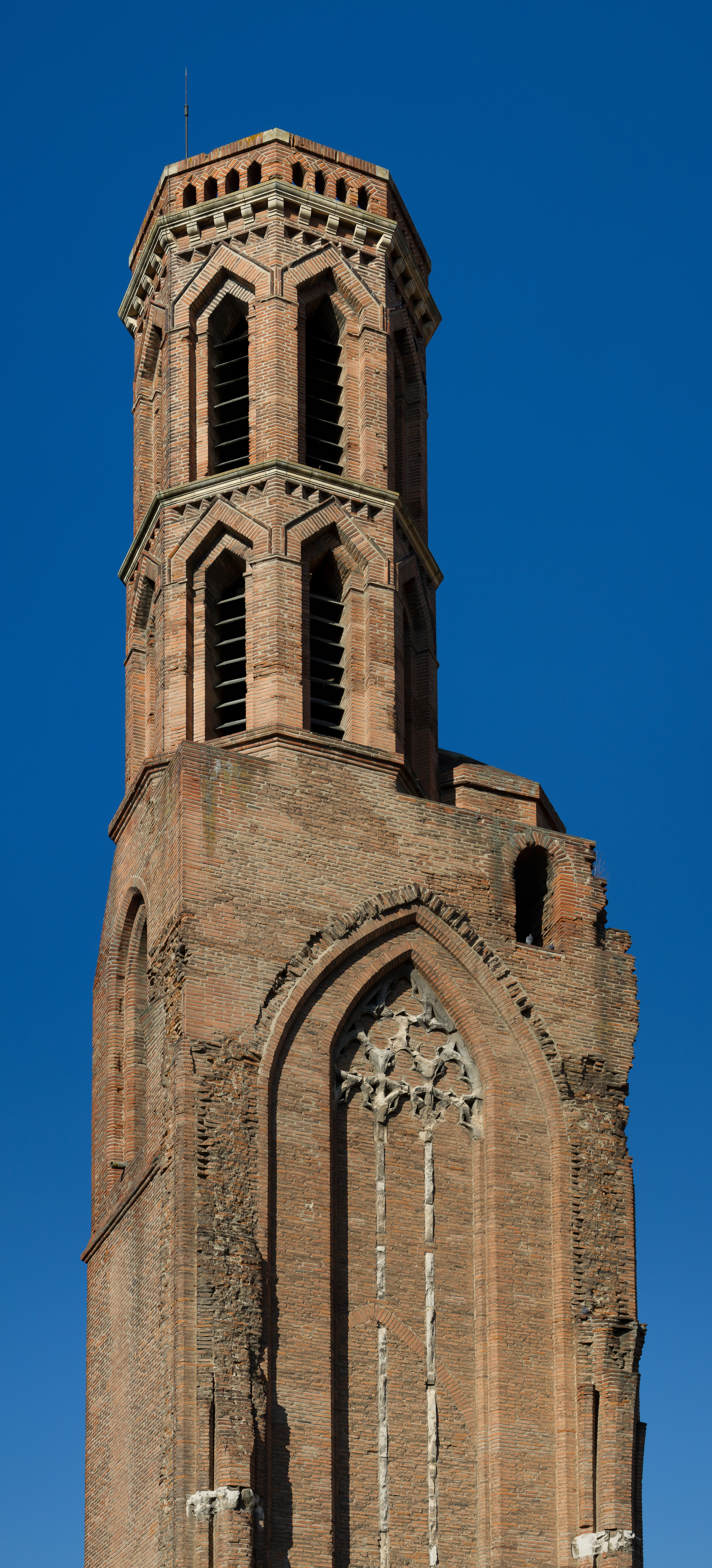
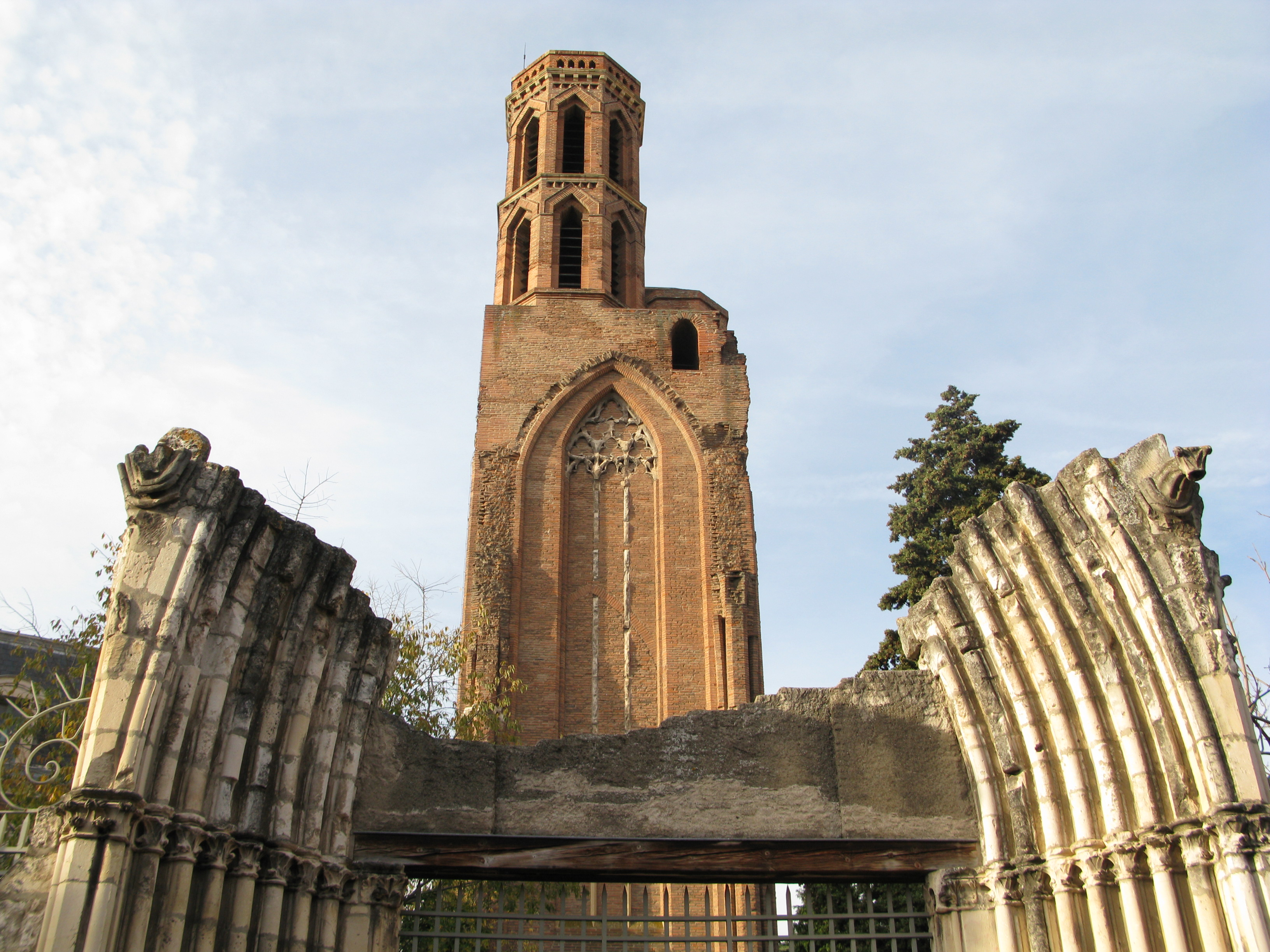